# دينو كريسس 3
لعبة دينو كريسس 3 (بالإنجليزية: Dino Crisis 3) ، هي لعبة إلكترونية أنتجت شركة كابكوم سنة 2005م، وتعمل حصرياً لدى نظام الإكس بوكس .
وتدور القصة حول انتشار الدينا صورات في أحد السفن الفضائية في العصر الفضائي .

## وصلات خارجية
- الموقع الرسمي
 (باليابانية)
- دينو كريسس 3 على موبي غيمز
- Dino Crisis 3 at غيم رانكينغز
- دينو كريسس 3 على موقع IMDb (الإنجليزية)
- Dino Crisis 3 at ويكيا